# Păcală se întoarce
Păcală se întoarce este un film de comedie românesc din 2006, regizat de Geo Saizescu. Rolurile principale sunt interpretate de Sebastian Papaiani, Denis Ștefan, Anemona Niculescu, Valentin Teodosiu, Magda Catone, Șerban Ionescu, Ștefan Sileanu și Nicodim Ungureanu.
Filmul a fost realizat la 30 de ani după comedia Păcală (1974). Personajul principal din primul film, Păcală, are un fiu care îi calcă pe urme și își bate și el joc de prostia și de răutatea omenească.

## Rezumat
După ce s-a plimbat prin toată lumea, tânărul Păcălici (Denis Ștefan), pe numele real Păcală P. Păcală, se întoarce în țară cu o camionetă în care se mai aflau un măgar, o capră, un cocoș, o porumbiță și un palmier. El nu are la el niciun document, dar i se permite să treacă frontiera pentru că reușește să răspundă la toate ghicitorile vameșului român (Virgil Ogășanu) și că îi lasă acestuia porumbița drept cadou.
Într-un sat, Păcălici o salvează pe Tândălița zisă și Păcala (Anemona Niculescu) din mâinile lui Popa Șorici (Valentin Teodosiu), care fusese răspopit pentru că era bețiv și curvar. Acesta strânsese o avere în timpul cât fusese preot peste mai multe sate și îi înșela pe oamenii care munceau pe moșia sa, tăindu-le nasul celor care se declarau nemulțumiți. Mergând spre casă, Păcală dă din nou de urma Păcalei; ea era acuzată că a furat bani, cai și bijuterii de la oamenii bogați pentru a le da celor săraci și urma să fie spânzurată. Tânărul plătește o sumă mare în valută pentru eliberarea fetei haiduce și pornește spre casa părintească împreună cu ea, dar fata dispare într-un moment de neatenție. Păcălici ajunge acasă, unde este întâmpinat de tatăl său (Sebastian Papaiani). Tatăl său locuia într-o casă din copac și trăia cu soția lui Pipirig. Păcală și Păcălici mănâncă și beau împreună pe ușa părintească pe care tatăl promite că i-o va da ca zestre fiului atunci când acesta din urmă se va însura. Dorind să își continue drumul în viață, Păcălici trece și pe la Tândală (Adrian Ștefan), o rudă de demult. Sora lui Tândală era haiduca Tândălița care era urmărită de poteră.
Răspopitul a anunțat un rămășag că cine îi va fura din grajd un cal pur-sânge arab va primi de la el o pungă cu galbeni, iar celui care va fi prins i se va tăia nasul și limba. Păcală se deghizează într-o babă cocoșată și îi îmbată pe paznici, reușind astfel să fure calul și să câștige punga cu bani. El intră ca argat la răspopit, urmând să primească ca simbrie șapte capre și un țap și să lucreze până atunci când va cânta cucul în nuc. Potrivit învoielii, celui care se va supăra primul i se va tăia nasul. După mai multe peripeții săvârșite de Păcală, Răspopitul se supără și i se taie nasul.
Plecat de la răspopit, Păcălici o salvează din nou de poteră pe Tândălița, „fata haiducă”. Cei doi tineri se căsătoresc, iar Păcală pleacă cu soția sa și cu ușa dăruită de tatăl său. Ei își construiesc o casă în sat pe un teren cu care fusese împroprietărit bunicul său. Primarul încearcă să-l determine să plece din sat, dar nu reușește. Niște hoți îi fură animalele într-o noapte. Rămas fără animale, Păcală vrea să vândă camioneta, dar Tândală o împunge în gârlă, apoi îl înșală pe deputat (Geo Saizescu) făcându-l să-și cumpere propriul cal.
Preotul (Ștefan Sileanu), primarul (Șerban Ionescu) și cârciumarul (Nicodim Ungureanu) îi fac curte Păcăliței, iar aceasta le dă întâlnire tuturor în aceeași noapte. Fiecare dintre ei aduc cadouri: preotul aduce un țap și un ulcior cu miere de albine, primarul aduce un armăsar și perne de puf, iar cârciumarul un curcan și o damigeană de vin. Păcală sosește acasă, îi unge cu catran și aruncă pene pe ei, apoi îi închide într-un butoi mare. El duce butoiul pe malul Oltului, împreună cu un alai de săteni, și îl împinge în apă, unde cei trei se îneacă.
Păcală pleacă pe drum cu ușa în spate, împreună cu Păcălița, iar pe parcurs li se alătură câțiva copii, iar unul dintre ei, care crescuse, preia ușa pentru a o purta în spate.

## Distribuție
- Sebastian Papaiani — Păcală, tatăl lui Păcală P. Păcală
- Denis Ștefan — Păcală P. Păcală
- Anemona Niculescu — Păcala
- Valentin Teodosiu — Răspopitul, fost Popa Șorici
- Magda Catone — Penelopa („Răspopita”), soția Răspopitului
- Șerban Ionescu — primarul
- Ștefan Sileanu — popa
- Nicodim Ungureanu — cârciumarul
- Virgil Ogășanu — vameșul român Ion
- Adrian Ștefan — Tândală
- Georgiana Saizescu — Didona, fata Răspopitului
- Alexandra Velniciuc — fata vameșului român
- Sorin Medeleni — prostul satului
- Cristian Ștefănescu — prostul satului „Râsul lumii”
- Călin Căliman — orator
- Ernest Maftei — țăran 1
- Adela Mărculescu — mama Păcăliței
- Mitică Popescu — țăran 2
- Eusebiu Ștefănescu — deputat „Câinii cu covrigi în coadă”
- Ileana Stana Ionescu — Matilda, soția deputatului „Cioara de pe gard”
- Adriana Trandafir — Lina, amanta lui Păcală tatăl
- Ruxandra Sireteanu — soția vameșului român
- Viorel Comănici — vameșul ungur Ioșka
- Erzsébet Ádám — soția vameșului ungur (menționată Adam Erszebet)
- Oreste Scarlat Teodorescu — sergent român (menționat Oreste)
- Dorin Oros — sergent ungur
- Sorin Gheorghiu — țăran 3
- Dumitru Chesa — perceptor
- Gheorghe Șimonca — băcanul lacom Pipirig, soțul Linei
- Alexandru Georgescu — jandarm 1
- Veronica Gheorghe — femeia adulteră
- Natașa Raab — cântăreața cârciumii
- Ion Colan — cârciumarul
- Axel Mustață — țăran 5
- Eugen Cristea — bandit 2
- Luminița Erga — bunicul copilului din flori
- Alexandru Lazăr — bătrânul cu ulciorul
- Marian Ciripan — preot de la fântână
- Eugenia Bosânceanu — bătrână de la fântână
- Anton Tecuceanu — susținător al deputatului „Câinii cu covrigi în coadă”
- Octavian Strunilă — hoțul de găini
- Jean Constantin — țiganul
- Cătălin Saizescu — ciobanul
- Geo Saizescu — Jan, deputatul „Cioara de pe gard”
- Maria Saizescu — fata lui Păcală
- Vasile Popa — vizitiul deputatului „Câinii cu covrigi în coadă” (nemenționat)[1]

## Producție

### Continuarea unui film de succes
Succesul la public al filmului Păcală (1974) l-a determinat pe regizorul Geo Saizescu să realizeze o continuare la aniversarea a 30 de ani de la premieră. El a scris scenariul unui film intitulat Păcală se întoarce, care a fost selecționat pentru finanțare în urma unui concurs organizat în februarie-aprilie 2003 de către Centrul Național al Cinematografiei. Filmul a fost realizat de compania Nerv Film, în cofinanțare cu MindShare și cu sprijinul Centrului Național al Cinematografiei. Regizor secund a fost Rodica Nițescu.
Distribuția filmului a fost una aproape în întregime nouă, fiind formată din aproape 200 de actori. Pe lângă actori cunoscuți ai teatrului românesc precum Sebastian Papaiani, Ileana Stana Ionescu, Șerban Ionescu, Virgil Ogășanu, Mitică Popescu sau Magda Catone, au fost aleși și mulți tineri debutanți: Denis Ștefan, Anemona Niculescu, Adrian Ștefan și alții.
Sebastian Papaiani avea 36 de ani atunci când l-a interpretat pe Păcală în filmul original. El îl interpretează în acest film pe bătrânul Păcală ce-și povățuiește fiul (interpretat de Denis Ștefan) pentru a-i călca pe urme. Actorul a primit „cu bucurie, dar și cu melancolie” vestea realizării unei continuări a celebrului film, mărturisind că a și plâns. El a afirmat că la filmări au fost „condiții excelente” spre deosebire de condițiile precare în care s-au realizat filmările din urmă cu 30 de ani. Inițial, bătrânul Păcală nu apărea în scenariu, iar Saizescu nu se gândea să apeleze la Papaiani pentru noul film. Deoarece toată lumea îl întreba însă de el, scenaristul a creat personajul tatăl lui Păcală special pentru el.
Pentrul rolul Păcălița se aflau în competiție actrițele Anemona Niculescu și Georgiana Paraschivescu. Regizorul a optat pentru prima dintre ele, deoarece terminase de câțiva ani facultate și avea mai multa experiență. Fiind remarcată la probe, Georgiana Paraschivescu a primit rolul fetei Răspopitului.

### Locații de filmare
Filmările au avut loc în mai multe locații din județul Vâlcea, la fel ca și primul film, precum și în județele Argeș și Giurgiu.  O parte din cadre au fost filmate în Muzeul Satului Vâlcean de la Bujoreni, printre care și o scenă în care actorii se dădeau într-un scrânciob. Alte scene au fost filmate la Conacul Bălceștilor din satul Valea Bălcească (comuna Nicolae Bălcescu).
Scenograful Gabriel Nechita a construit patru case țărănești pe un teren situat lângă București, deoarece nu s-a găsit nimic potrivit în toată țara. Vama româno-maghiară a fost amenajată la Iepurești (județul Giurgiu). Casa bătrânului Păcală a fost construită între niște crăci groase ale unui stejar, într-o râpă.

### Filmări
Filmările au durat numai două luni. Bugetul filmului a fost de aproximativ 18 miliarde de lei vechi. Costumele personajelor au fost realizate de pictorița de costume Ioana Cantuniari. Imaginile au fost filmate de Mihai Mălaimare Jr. Atmosfera pe timpul filmărilor a fost una de sărbătoare, mai mulți actori afirmând că au rămas cu amintiri frumoase, în ciuda efortului depus. Papaiani considera că regizorul parcă întinerise în timp ce lucra la film.
Actorul Denis Ștefan a fost de mai multe ori înțepat de albine în timpul filmărilor. Mașina pe care o conducea Păcală era foarte veche și nu-i funcționa nici frâna și nici direcția, iar actorul era cât pe ce să intre cu ea într-un pom. Animalele transportate în mașină i-au cauzat actorului bătăi de cap: măgărița mușca pe oricine se așeza pe scaunul din dreapta al mașinii, actorii trebuind să fie atenți la ea în timp ce-și spunea replicile; capra fugea mai tot timpul și mânca pachetele de țigări ale celor neatenți.
Deoarece Sebastian Papaiani avea deja programat un film de televiziune (Bani de dus, bani de întors), în regia lui Alexandru Tocilescu, el nu a participat la filmări decât șapte zile. Actrița Anemona Niculescu era să se spânzure în scena în care Păcălița urma să fie atârnată în ștreang. În timpul filmărilor acelui cadru, regizorul a oprit activitatea pentru ca echipa să facă pauză de masă, iar actrița a sărit și ea de pe butoiul pe care stătea, uitând că are ștreangul pe umeri.
Actrița Georgiana Paraschivescu s-a cunoscut pe platourile de filmare cu producătorul Cătălin Saizescu, între cei doi înfiripându-se o relație de dragoste. Ei s-au căsătorit, iar în vara anului 2005 s-a născut fiica lor, Maria. Fetița în vârstă de doar două luni a apărut și ea în film în rolul fiicei lui Păcală și a Păcăliței.
O parte din membrii echipei de producție au interpretat roluri minore în film: editoarea Corina Stavilă face parte din dansatoarele de la Dorohoi, sunetistul Mihai Bogos este prezentatorul târgului, iar cameramanul Mihai Mălaimare Jr. are rol de fotograf. Numele actorului Gheorghe Șimonca apare încadrate în chenar negru pe genericul de final, el murind înainte de premiera filmului. Au fost folosite la filmări animale dresate, trăsuri, șarete și căruțe, cai, dresori, cascadori și un număr mare de figuranți. Cascadoriile au fost coordonate de Ion Albu, printre cascadori fiind Dragoș Stoica și Jean Polizache.
Muzica a fost interpretată numai cu instrumente acustice de o orchestră condusă de Mituș Răducanu și dirijată de compozitorul Dumitru Lupu. Ea a fost înregistrată în studiourile Electrecord și Sahia Film. Textele cântecelor au fost scrise de Geo Saizescu (Cântecul lui Păcală și Cântecul de iubire) și Antonio Olinto (Cântecul Paiaței) și puse pe muzică de Dumitru Lupu. Cântecele au fost interpretate de Anemona Niculescu și Cătălin Saizescu (Cântecul lui Păcală), Georgiana Saizescu (Cântecul de iubire) și Cătălin Saizescu (Cântecul Paiaței).
Dansurile folclorice au fost interpretate de Ansamblul Dor de Plai - Glăvile (instructor Anton Burda), Grupul folcloric de dansuri Haiducii - Amărăști (instructor Constantin Drăghici), Grupul de dansuri Domnițele - Costești (coregraf învățător Florica Mândreci), Ansamblul de dansuri mixte Brâulețul - Bărbătești (instructor prof. Maria Tiță) și Grupul de dansuri Șubele - Tomșani (instructor învățător Felicia David, coregraf general Maria Constantin). Coordonatorul general al dansurilor a fost prof. Elena Stoica.
Desenele animate au fost realizate în Studioul Cinematografic Animafilm S.A. de animatorii Mihai Sânpetru și Constantin Șeltea, sub coordonarea regizoarei de animație Despina Buneci. Desenele au fost colorate și transpuse în digital de către Dacodac Studio, acțiunea fiind coordonată de Camelia Florea.
Filmul conține două secvențe de nuditate: Păcălița își rupe cămașa atunci când urtmează să fie spânzurată și i se văd sânii, iar într-o altă scenă Păcală și Păcălița sunt ambii în pielea goală și simulează un act sexual.

## Comparație între cei doi Păcală
Prin acest film, scenaristul și regizorul Geo Saizescu și colaboratorii săi au intenționat să aducă povestea lui Păcală în actualitate. Cătălin Saizescu, producătorul filmului, a afirmat că „«Păcală» este o poveste frumoasă, cu un erou justițiar care încearcă să învingă prostia și răutatea, cu armele nevinovate ale umorului, reușind să aducă zâmbetul pe buzele oamenilor. «Păcală se întoarce» este o comedie modernă, plină de viață și savoare, care propune un Păcală al vremurilor de azi”.
În acest film apar doi Păcală: tatăl și fiul. Bătrânul Păcală este reprezentantul valorilor tradiționale pe care le transmite fiului său într-o poveste adusă în actualitate și cu un umor cu puternice accente sociale. Tânărul Păcală se întoarce acasă, în satul natal, după ce s-a săturat să cutreiere lumea. În ciuda faptului că trăise în străinătate și aflase multe lucruri noi, filozofia de viață a lui Păcală nu s-a schimbat, deși el trăiește acum „într-o lume agresivă, din punct de vedere politic și economic”.
Actorul Denis Ștefan îl considera pe noul Păcală ca fiind „mult mai șmecher, mai cosmopolit și, poate, un pic mai răutăcios decât vechiul Păcală, dar își păstrează spiritul justițiar și pofta de viață care l-au «consacrat» pe cel dintâi, [...] Păcală fiind în acest film un adevărat... cuceritor de femei”.

## Recepție
Filmul Păcală se întoarce a fost vizionat de numai 11.861 spectatori la cinematografele din România, după cum atestă o situație a numărului de spectatori înregistrat de filmele românești de la data premierei și până la data de 31.12.2007 alcătuită de Centrul Național al Cinematografiei.

### Aprecieri critice
Recenziile criticilor de film au fost în mare majoritate negative, filmul fiind catalogat drept una dintre cele mai proaste pelicule autohtone ale anului 2006 (în opinia unor critici precum Iulia Blaga, Laurențiu Brătan, Andreea Chiriac, Andrei Crețulescu, Alin Ludu Dumbravă, Mihai Fulger, Anca Grădinariu).
Criticul Tudor Caranfil nu a dat filmului nicio stea și a făcut următorul comentariu: „La hotarul dinspre Apus, unde grănicerii români și maghiari își trăiesc în frăție partidele de table, Păcală, fiul lui Păcală, se întoarce acasă, de undeva „de afară”. Sătul de hoinărit prin cea lume și chinuit de dorul a lor lui, aduce cu sine, în autocamioneta proprie, un măgar și un cucoș, un țap și o porumbiță. Ce-o fi fost în mintea cineastului când a intrat în această destructivă operație, e greu de ghicit. Dorea, probabil, un spectacol poporan cu specific oltenesc, ca cel scris, cu exact 40 de ani înainte, de D.R. Popescu. Drept urmare a înjghebat un bazar de vorbe vesele, snoave, ghicitori, zicale disparate, care cum i s-au nimerit în lecturi, în ceva care plutește între serbare școlară și șezătoare sătească. În comèdie nu există personaje ci doar voci, nici efort de gag ci intervenții triviale, ca un „vânt” scăpat de regizor să mai învioreze interminabila vorbărie „înțeleaptă”. Faietoanele se întâlnesc cu automobilele într-un univers haotic care se vrea etern, iar decența și adâncimea folclorului frecventat se îmbină cu poziții fruste de amor fizic, atracții ale unui spectacol recomandat, din titlu, copiilor. Concepția despre cinematograf popular a d-lui Saizescu aruncă o întunecată lumină asupra întregii sale opere.”
Recenzia lui Andrei Gorzo din Dilema veche a fost și mai acidă. Filmul este catalogat ca o „giumbușlucăraie bezmetică, debandadă hăhăitoare, scălâmbăială de bețivi”, fiind alcătuit dintr-un material nedramatizat scris de Petre Dulfu și din texte originale nedezvoltate. Unele dintre momente sunt considerate grotești, precum cel în care tânărul Păcală cântă aproape gol despre un „Dumnezeu al veseliei”. Criticul apreciază că cei doi Păcală, tatăl și fiul, sunt oribili. Dacă tânărul este comparat cu un manelist în costum de gigolo, bătrânul Păcală „face una dintre cele mai proaste scene de beție din istoria filmului universal”. Concluzia cronicarului este dură: „Pe scurt, incompetența lui Saizescu e totală, iar autoidentificarea lui cu „umorul național” e la fel de frauduloasă ca autoidentificarea lui Nicolaescu cu istoria și a lui Corjos cu adolescența. E adevărat că Saizescu nu știa ce face nici la vremea primului Păcală și că asta nu l-a împiedicat să adune 14.640.000 de spectatori”.
O opinie similară a exprimat-o și Laurențiu Brătan; el a considerat Păcală se întoarce un film de un kitsch și un prost gust revoltător, un film „grețos de prost, grețos de vulgar, grețos de kitsch, grețos, grețos, grețos [...] cu mult sub orice limită a indecenței, a nerușinării, a imposturii”. Mihai Fulger a afirmat într-un articol din revista Observator cultural că termenii de subprodus sau rebut folosiți la adresa filmului lui Saizescu sunt prea indulgenți.
Iulia Blaga consideră că intriga filmului este confuză și aleatorie, replicile sunt ridicole, vulgare și cu o încărcătură sexuală (sunt date ca exemplu următoarele replici: „Femeia are nouă găuri”, „Omului sărac nici boii nu-i trag, îi cade pâinea-n căcat și i se scoală ce nu trebuie în biserică”, „Nu mi-ai adus o franțuzoaică, s-o mângâi și să-i dau drumul păsăricii”), iar filmul „își jignește publicul de la început și până la sfîrșit, cu atât mai mult cu cât e și foarte lung”. Profesiunea de credință a lui Geo Saizescu este exprimată la finalul filmului de criticul de film Călin Căliman: „Cui nu-i plac poveștile ăluia nu-i place viața și cui nu-i place viața îl bag în mă-sa”. 